# TOI-178
TOI-178 är en ensam stjärna belägen i den mellersta delen av stjärnbilden Bildhuggaren. Den har en gemensam skenbar magnitud av ca 11,95 och kräver ett kraftfullt teleskop för att kunna observeras. Baserat på beräknad parallax på ca 15,92 mas beräknas den befinna sig på ett avstånd av ca 205 ljusår (ca 62,8 parsec) från solen. Den rör sig bort från solen med en heliocentrisk radialhastighet av ca 57 km/s. Kring stjärnan har observerats sex exoplaneter, varav minst fem kretsar i en kedja av Laplaceresonanser, vilka utgör en av de längsta kedjorna som hittills upptäckts i ett planetsystem. Systemet har också ovanliga variationer i planeternas densitet.

## Observation
Stjärnans ljusstyrka underlättar uppföljande observationer, vilket gör den till ett idealiskt system för att utöka vår förståelse av planeters bildande och evolution.
Planetsystemet bekräftades av data från fem olika planetsökningsprojekt. Efter att TESS gav de första antydningarna om ett system med en intressant resonanskedja, tillhandahölls ytterligare observationer för att förfina mätningen och bekräfta fyndet av CHEOPS, ESPRESSO, NGTS och SPECULOOS. Under de kommande åren (2021) bör observationer av variationer i transittidpunkten i de olika planeternas passager, vilka förväntas variera från minuter till tiotals minuter, hjälpa till att fastställa planetmassorna och avslöja excentriciteten hos de olika banorna.

## Planetsystem
Av de sex planeterna, benämnda TOI-178b till TOI-178g enligt IAU-konventionen, är de yttre fem låsta i en kedja av Laplaceresonanser. Planeternas perioder, i dygn för omlopp kring stjärnan är b = 1,91, c = 3,24, d = 6,56, e = 9,96, f = 15,23 och g = 20,71. Även om detta inte är ett perfekt heltal, finns det en referensram som roterar med ungefär 1,37° per dygn, där successiva konjunktioner av planeterna bildar ett upprepande mönster. För en observatör som roterar inom denna referensram bildar planeterna c till g en resonanskedja som kan uttryckas som 2:4:6:9:12 i periodförhållanden, eller som 18:9:6:4:3 i omloppsbanor, vilket innebär att för varje arton varv planeten c genomför, fullbordar planeten d nio, planeten e sex, planeten f fyra och planeten g tre. 
Dessutom kretsar planeten b nära där den också skulle vara en del av samma resonanskedja. I en något större omloppsbana med en period på ca 1,95 dygn skulle den bilda en 3:5-resonans med planeten c i samma coroterande referensram som de andra fem. Det är möjligt att hela systemet ursprungligen bildades i en lång resonanskedja, men senare drogs den innersta planeten ut ur den, kanske genom tidvattenväxelverkan.
| Planet | Massa               | Halv storaxel (AE) | Siderisk omloppstid (d)      | Excentricitet | Inklination          | Radie                 |
| ------ | ------------------- | ------------------ | ---------------------------- | ------------- | -------------------- | --------------------- |
| b      | 1,50 +0,39−0,070 M🜨 | 0,02607 ± 0,00078  | 1,914558 ± 0,0000018         | -             | 88,8 ± +0,8−1,3°     | 1,152 +0,073−0,44 R🜨  |
| c      | 4,77 +0,55−0,68 M🜨  | 0,0370 ± 0,0011    | 3,238450 ± 0,000020          | -             | 88,4 +1,1−1,6°       | 1,169 +0,114−0,099 R🜨 |
| d      | 3,01 +0,80−1,03 M🜨  | 0,0592 ± 0,0018    | 6,557700 ± 0,000016          | -             | 88,5 +0,20−0,18°     | 2,572 +0,075−0,078 R🜨 |
| e      | 3,86 +1,25−0,94 M🜨  | 0,0783 ± 0,0023    | 9,961881 ± 0,000042          | -             | 88,71 +0,16−0,13°    | 2,207 +0,088−0,090 R🜨 |
| f      | 7,72 +1,67−1,52 M🜨  | 0,1039 ± 0,0031    | 15,231915 +0,000115−0,000095 | -             | 88,723 +0,071−0,069° | 2,287 +0,108−0,110 R🜨 |
| g      | 3,4 +1,31−1,62 M🜨   | 0,1275 ± 0,0038    | 20,70950 +0,00014−0,00011    | -             | 88,823 +0,045−0,047° | 2,87 +0,14−0,13 R🜨    |